# Hetman Sahaidachny (khinh hạm Ukraina)
Hetman Sahaidachny (tiếng Ukraina: Гетьман Сагайдачний, tiếng La tinh: Hetman Sahaidachnyi) là một khinh hạm của Hải quân Ukraina, ban đầu được đóng tại Nhà máy đóng tàu Kerch như một tàu tuần tra thuộc Dự án 1135.1 lớp Nerei/Krivak III/Menzhinskiy. Nó được hạ thủy vào ngày 29 tháng 03 năm 1992 và được đưa vào hoạt động vào ngày 02 tháng 04 năm 1993. Từ khi đi vào hoạt động đến năm 2014, Hetman Sahaidachny được neo đậu tại Sevastopol, nhưng sau khi Nga sáp nhập Bán đảo Krym thì khinh hạm này được đưa về cảng Odessa, từ tháng 03 năm 2014, nó là soái hạm của Hải quân Ukraine. Vũ khí trang bị chính của nó là một khẩu pháo 100 mm.
Ngày 03/03/2022, Soái hạm Hetman Sahaidachny đã được quân đội Ukraine cho đánh chìm tại Mykolaiv, trước khi quân Nga tiến quân vây đánh thành phố này trong Chiến tranh Nga-Ukraina. Bộ trưởng Quốc phòng Ukraine Oleksii Reznikov xác nhận nước này đã tự đánh chìm con tàu để tránh nó bị rơi vào tay của quân Nga.

## Lịch sử

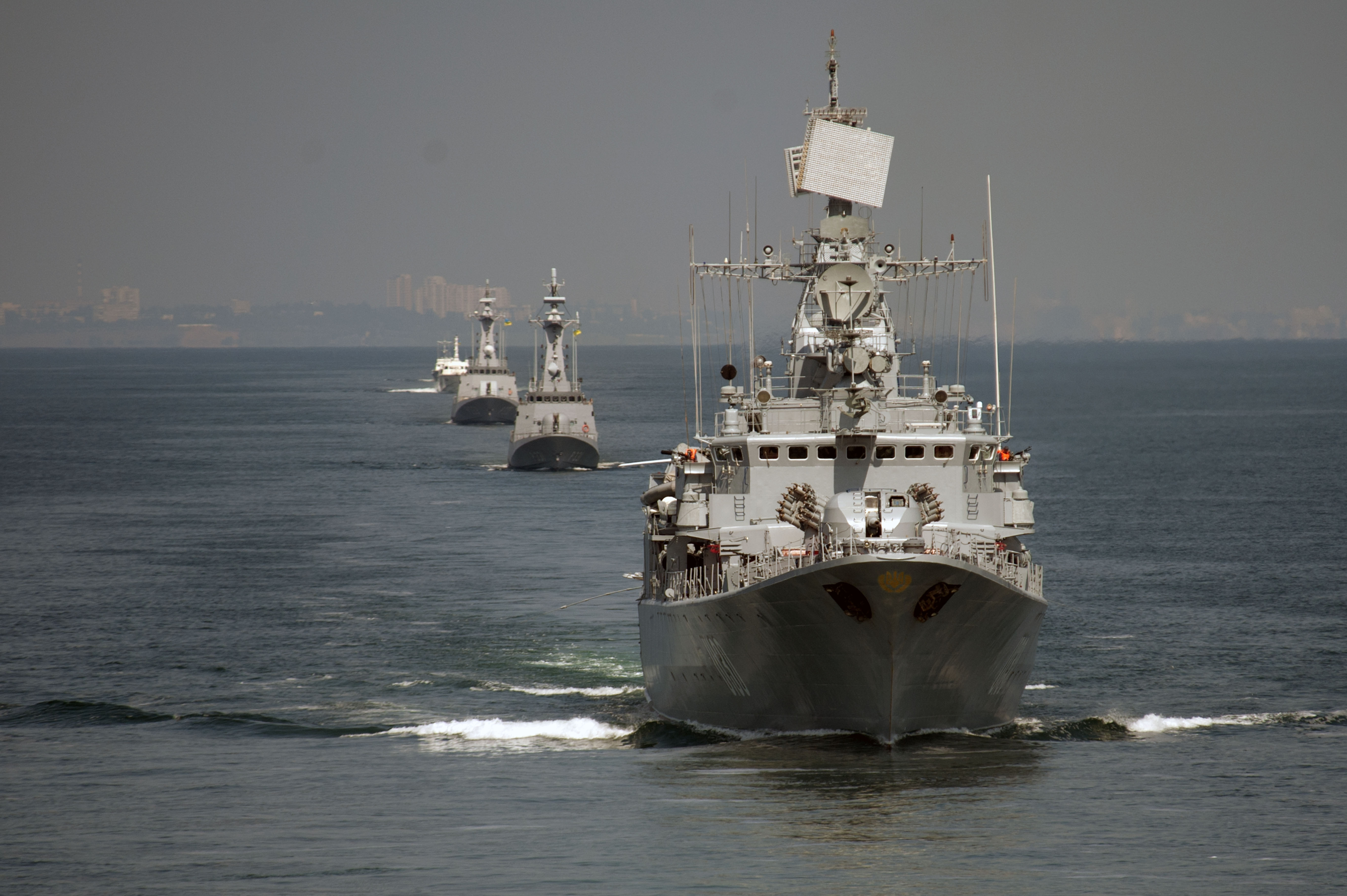
Hetman Sahaydachniy với tàu khu trục nhỏ của Thổ Nhĩ Kỳ

Được chế tạo tại Xưởng đóng tàu Zalyv, con tàu dự định sẽ thuộc biên chế của Lực lượng Biên phòng Liên Xô với tên gọi Kirov. Tuy nhiên, vào ngày 04 tháng 07 năm 1993, nó được đặt tên là Hetman Sahaidachny (theo tên của Petro Konashevych-Sahaidachny) và gia nhập Hải quân Ukraina. Nó được cấp số nhận dạng là U130.
Năm 1994, Hetman Sahaidachny lên đường đến Pháp để tham gia lễ kỷ niệm 50 năm quân Đồng minh Đổ bộ Normandy. Năm 1995, tàu Hetman Sahaidachny đến thăm Abu Dhabi trong triển lãm "Idex-95". Tàu khu trục này dự kiến đến thăm Norfolk, Virginia của Hoa Kỳ cùng với tàu Kostiantyn Olshansky, nhưng không rõ vì lý do gì mà Hetman Sahaidachny lại không tham gia chuyến thăm này. Tàu cũng đã đến thăm các cảng ở Algeria, Bulgaria, Ai Cập, Gruzia, Gibraltar, Israel, Bồ Đào Nha, Nga và Thổ Nhĩ Kỳ.
Từ tháng 11 năm 2006 đến tháng 11 năm 2007, tàu Hetman Sahaidachny được sửa chữa lớn ở Mykolaiv với chi phí 15 triệu hryvnia. Năm 2008, Hetman Sahaidachny tham gia "Chiến dịch nỗ lực tích cực" ở Biển Địa Trung Hải do NATO tổ chức. Vào tháng 2 năm 2013, có thông báo rằng con tàu sẽ tham gia "Chiến dịch Lá chắn Đại dương" của NATO, một chiến dịch chống cướp biển ngoài khơi vùng Sừng châu Phi.
Hetman Sahaidachny gia nhập "Lực lượng Hải quân của Liên minh Châu Âu" (EUNAVFOR) vào đầu tháng 01 năm 2014 cho các hoạt động chống cướp biển. Khi các lực lượng Nga giành quyền kiểm soát Bán đảo Krym, chiến hạm này đang tiếp nhiên liệu ở Hy Lạp, truyền thông nhà nước Nga RT đã đưa tin sai rằng: vào ngày 1 tháng 3 năm 2014, thủy thủ đoàn của con tàu đã đào tẩu sang Nga và giương cờ Nga. Ngay sau đó, Thời báo phố Wall đưa tin một tuyên bố của Bộ Quốc phòng Ukraina rằng con tàu vẫn treo cờ Ukraine tại cảng ở Crete. Theo Bộ Quốc phòng, chỉ huy của con tàu tuyên bố rằng thủy thủ đoàn chưa bao giờ đào tẩu sang Nga. Nó đến Odessa vào ngày 5 tháng 3 và vẫn mang cờ Ukraina.
Bộ tư lệnh Hải quân Ukraine đã đưa ra một báo cáo rằng vào ngày 14 tháng 3, con tàu đã chạm trán với một nhóm hải quân Nga đang cố gắng đi vào hoặc đã đi vào lãnh hải Ukraine. Khi Hetman Sahaidachny tiếp cận, nhóm tàu của Nga đã rút lui. Vào tháng 9, tàu đi vào Odessa để sửa chữa. Vào tháng 5 năm 2017, nó bị hỏng động cơ ngay sau khi được sửa chữa. Vào tháng 7 năm 2018, nó tham gia cuộc tập trận đa quốc gia "Sea Breeze 2018". Vào ngày 2 tháng 4 năm 2018, đã tổ chức lễ kỷ niệm 25 năm Hetman Sahaidachny được đưa vào vận hành. Vào tháng 1 năm 2022, người ta cho biết rằng con tàu sẽ được tái trang bị và nâng cấp.
Trong  Cuộc tấn công của Nga vào Ukraina 2022, con tàu đã bị đánh đắm ở Mykolaiv, để ngăn chặn nó bị rơi vào tay của lực lượng Nga. Vào ngày 3 tháng 3 năm 2022, một bức ảnh xuất hiện cho thấy Hetman Sahaidachny bị chìm một phần trong cảng.